# Multi Theft Auto: Vice City
Multi Theft Auto: Vice City (скорочено MTA:VC) — багатокористувацька модифікація для відеогри Grand Theft Auto: San Andreas у версії для Windows. Відноситься до проєкту Multi Theft Auto.

## Історія

### Попередні модифікації
Своє існування багатокористувацька модифікація почала у Grand Theft Auto III, коли відбувся вихід мультиплеєру для гри у 2003 році. Це була версія 0.1a. Але у цей час було багато недоліків, які не давали вести комфортну гру. Наступного місяця вийшла версія 0.2a, у якій була виправлена більша кількість недоліків. Наступною версією стала 0.3b, яка підтримувала 21 гравця.

### Vice City
Головним проривом проєкту стала версія 0.5. Multi Theft Auto був значно поліпшений і дозволяв грати в Grand Theft Auto: Vice City, з підтримкою безлічі гравців і функцій оригінальної гри.
Версія 0.5 пропонує два режими гри для GTA Vice City: Deathmatch і Stunt. Deathmatch має кілька різних класів гравців, які грає може вибрати, причому кожен клас має свої переваги і недоліки. Режим Stunt надає гравцям можливість змагатися і виконувати трюки завдяки наявності трамплінів, розставлених по всій карті.
MTA Team спочатку планувала реліз 0.5.5 з виправленнями помилок, новим стилем deathmatch для GTA Vice City і декількома доповненнями до GTA3: MTA. Однак, вони вирішили зосередити свої зусилля над новим ядром, який отримав кодове ім'я «Blue», яке вони використовували в версії ядра 1.x для  San Andreas .